# Protothaca pectorina
A Prothotaca pectorina, também conhecida como sarnambi, é uma espécie de molusco bivalve.